# Kod Lyoko
Kod Lyoko (ang. Code Lyoko) – francuski serial animowany opowiadający o piątce nastolatków. Bohaterowie wiodą weń podwójne życie – w świecie realnym (przedstawianym w grafice 2D) uchodzą za zwykłych uczniów gimnazjum Kadic, zmagających się z typowymi, młodzieżowymi rozterkami, jednak ich na pozór nie wyróżniająca się codzienność przeplata się z misją „Wojowników Lyoko”. W Lyoko (wirtualnym świecie przedstawionym w grafice 3D) zmieniają się w wojowników, których zadaniem jest zatrzymać potężny świadomy program (SI) – Xanę przed zniszczeniem życia na ziemi, oraz odkrycie tajemnicy sprzed lat dotyczącej Franza Hoppera – twórcy Xany, Lyoko oraz Superkomputera.
W dniu 31 maja 2011 roku firma MoonScoop oświadczyła na Facebooku, że serial doczeka się sequelu. Jego premiera we Francji odbyła się 19 grudnia 2012 roku. Sezon liczy 26 odcinków i jest mieszanką live-action i CGI.

## Fabuła

### Pierwsza seria
Fabuła pierwszej serii (oprócz 2 ostatnich odcinków) opiera się na podobnym schemacie: bohaterowie odkrywają atak Xany, przenoszą się do Lyoko, by go powstrzymać i uruchamiają powrót do przeszłości, by ukryć skutki ataku. Równocześnie Jeremy próbuje stworzyć program materializacyjny: w odcinku Okrutny dylemat tworzy wersję do jednorazowego użytku, która została „zużyta” przez Yumi; w odcinku O włos materializuje włos Aelity; w odcinku Kod: Ziemia ostatecznie kończy prace nad aplikacją i przenosi Aelitę na Ziemię, sądząc, że pozwoli to na wyłączenie superkomputera. Okazuje się jednak, że Xana zaszczepił Aelicie wirusa, który nie pozwala na to.

### Druga seria
W drugiej serii Aelita otrzymuje ziemską tożsamość – jako Aelita Stones, kanadyjska kuzynka Odda, zamieszkuje w internacie i trafia do jednej klasy z Jeremym. Zaczyna miewać dziwne wizje, związane z położoną w głębi lasu Pustelnią oraz Franzem Hopperem, osobą w jakiś sposób związaną z Lyoko.
Jednocześnie Jeremy stara się zwiększyć szanse grupy w walce z Xaną: projektuje pojazdy, umożliwiające szybkie poruszanie się po Lyoko, oraz program wykrywający aktywne wieże. W odcinku Nowe terytorium odkrywa nowy, piąty sektor Lyoko o nazwie Kartagina. Znajdują się tam nie tylko dane niezbędne dla usunięcia wirusa Xany, ale też nowe potwory – pełzacze i scyfozoa (starająca się odebrać Aelicie wspomnienia). W odcinku Pan Pük grupa znajduje pamiętnik Franza Hoppera, który wyjaśnia kulisy stworzenia Lyoko i odkrywa prawdziwą tożsamość Aelity. W ostatnim odcinku Xana uniezależnia się od superkomputera i zyskuje możliwość poruszania się po internecie. Aelita, poprzez odzyskanie ostatniego wspomnienia, staje się w pełni człowiekiem.
Zmienia się schemat historii opowiadanych w serialu – od odcinka Wspaniały dzień bohaterowie używają powrotu do przeszłości tylko w wyjątkowych sytuacjach, ponieważ każde jego zastosowanie wzmacnia Xanę. Pojawia się też nowy bohater – William Dunbar, rówieśnik Yumi i konkurent Ulricha do serca dziewczyny.

### Trzecia seria
Seria trzecia rozpoczyna się odkryciem przez grupę serca Lyoko, od którego istnienia zależy los całego wirtualnego świata. Xana początkowo usiłuje je zniszczyć, a gdy ta strategia nie przynosi rezultatów, kilkakrotnie przejmuje kontrolę nad Aelitą i za jej pośrednictwem niszczy poszczególne sektory Lyoko. Stworzenie przez Jeremy’ego programu materializującego członków grupy bezpośrednio na terenie Kartaginy rozwiązuje ten problem. Okazuje się także, że Aelita zyskała nową broń – pole energii. Mimo to walka z Xaną staje się coraz trudniejsza. W odcinku Ostatnia runda członkowie grupy decydują się przyjąć pomoc Williama. Chłopak, ignorując rady członków grupy i chcąc się wykazać, zostaje opętany przez Xanę, który wykorzystuje Williama do zniszczenia sektora piątego i przerwania procesu sprowadzania na Ziemię Franza Hoppera (zainicjowanego przez Aelitę na początku odcinka). Nie wszystko jest jednak stracone – na komputer Jeremy’ego przychodzi wiadomość od Franza Hoppera.

### Czwarta seria
Seria czwarta rozpoczyna się od odkrycia przez Jeremy’ego i Aelitę sposobu na odbudowę Lyoko oraz nowej strategii Xany, który za pośrednictwem Williama stara się wrzucić Aelitę do cyfrowego morza. W odcinku Dubler chłopak projektuje nowe wyposażenie dla członków grupy (w tym skrzydła dla Aelity) i tworzy klona Williama, by rozwiązać kwestię nieobecności opętanego przez Xanę chłopaka. W odcinku Skidbladnir zostaje stworzona łódź podwodna, umożliwiająca podróże po cyfrowym morzu. Dzięki statkowi odkryte zostają nowe gatunki potworów (piranie, rekiny, kalmary, kolos) oraz repliki-kopie poszczególnych sektorów Lyoko. Głównym zadaniem grupy staje się odkrywanie kolejnych replik i niszczenie odpowiedzialnych za ich istnienie superkomputerów (umożliwia to stworzony przez Jeremy’ego mechanizm teleportacji członków grupy). W odcinku Zimny Pot Xana dzięki zsumowanej mocy wszystkich replik tworzy nowego, potężnego potwora – kolosa, który w kolejnym epizodzie niszczy Skidbladnira. Jeremy’emu udaje się sprowadzić prawdziwego Williama na Ziemię. W przedostatnim odcinku serii Xana zostaje pokonany, ale za cenę życia Franza Hoppera. W ostatnim odcinku Jeremy za zgodą grupy wyłącza superkomputer i wychodzą z fabryki.

### Kod Lyoko: Ewolucja
Nowy wątek fabularny otwiera się kilka miesięcy po rzekomym zniszczeniu Xany – po rozpoczęciu nowego roku szkolnego. Zupełnie odmieniony Xana powraca ze znienacka i zmusza bohaterów do ponownego uruchomienia superkomputera, oraz kontynuowania misji „Wojowników Lyoko”. Sam wirtualny świat przeszedł za sprawą wyłączenia superkomputera, takie jak zniknięcie dwóch sektorów, czy zmiana wyglądu wież. Okazuje się, że gdzieś na świecie istnieje bliźniak superkomputera, który również zawiera wirtualny świat, nazwany przez głównych bohaterów Korą (ang. Cortex). W jego sercu Aelita trafia na informacje dotyczące jej ojca i kulisów powstania obu superkomputerów. Dostępu do serca broni firewall pod postacią wojowników ninja. Do poruszania się po terytorium Kory wojownicy dostają od Jeremy’ego specjalny pojazd zwany Megapodem. Kolejną z nowych przeszkód jest niejaki Alan Meyer oraz korporacja Deckard Inc. W tajemnicę superkomputera wtajemniczona zostaje nowa protagonistka – Laura Gauthier, która przez pewien czas będzie tylko biernie brać udział w wydarzeniach i której udział będzie stopniowo się zwiększał. Sissi pojawia się dopiero w odcinku 9 i w odróżnieniu od wersji animowanej ma blond włosy. Jej rola w tym sezonie ma być epizodyczna.

## Postacie

### Postacie pierwszoplanowe
- Aelita Schaeffer (Maya)
- Jeremy Belpois
- Odd della Robbia
- Ulrich Stern
- Yumi Ishiyama
- William Dunbar

### Postacie drugoplanowe
- Franz Hopper jest genialnym naukowcem – twórcą superkomputera, Lyoko oraz Xany. Około dziesięciu lat wcześniej uczył w Kadic nauk ścisłych oraz mieszkał niedaleko szkoły w domu zwanym Pustelnią. Dzięki informacjom zawartym w jego pamiętniku Aelita dowiaduje się, że Franz Hopper był jej ojcem, a ona sama jest człowiekiem. W odcinku „Zimny pot” dowiadujemy się, iż Franz to jego drugie imię, a Hopper to nazwisko panieńskie jego żony. Naprawdę nazywa się Waldo Shaeffer i okazuje się, że jest to napisane na końcu każdego odcinka od drugiej serii, na dokumentach pojawiających się jako tło napisów końcowych. W sezonie 5 w jego rolę wciela się Hugues Massignat.
- Laura Gauthier to nowa uczennica w klasie. Pojawia się dopiero w 5 sezonie i jest grana przez Pauline Serieys. Okazuje się być równie inteligentna jak Jeremie. Po podsłuchaniu rozmowy o Lyoko, podąża za Williamem do fabryki. Udaje jej się dostać do laboratorium, gdzie pomaga Jeremy’emu. Jednak powrót do przeszłości kasuje jej wspomnienia. Jakiś czas później Jeremy decyduje się jednorazowo wykorzystać Laurę do pomocy przy napisaniu wirusa mającego zniszczyć Cortex. Jednak dziewczyna orientuje się w sytuacji i niepostrzeżenie modyfikuje program powrotu do przeszłości, przez co tym razem pozostają jej wspomnienia z wizyty w fabryce. Chcąc nie chcąc, wojownicy Lyoko muszą zaakceptować ten fakt.
- Elizabeth „Sissi” Delmas jest rozpieszczoną córką dyrektora. Nienawidzi swojego imienia, dlatego każe mówić do siebie Sissi. Najczęściej jest widywana z Nikolasem i Hervem. Jest bardzo ładna, przebojowa i zawsze lubi być w centrum uwagi. Uważa się za najpiękniejszą dziewczynę w szkole. Od dawna kocha się w Ulrichu i robi wszystko, aby z nim chodzić. Nie poddaje się nawet gdy ten ją ignoruje. Jest wścibska – próbuje poznać tajemnicę bohaterów. Można ją także zobaczyć ją od innej strony. Mimo nieprzyjemnego charakteru, potrafi być bardzo dobra, czuła i odważna. Od czasu do czasu bohaterowie „wykorzystują” Sissi, np. kiedy zrobią coś złego i muszą spotkać się z dyrektorem. Wtedy proszą ją, żeby załatwiła wszystko z ojcem, za co ceną najczęściej jest wspólne wyjście z Ulrichem. W sezonie 5 jest blondynką, a jej rola jest epizodyczna. Grana przez Clemency Haynes.
- Herve Pichon jest członkiem grupy Sissi. Nie cierpi Ulricha, zazdrości mu kondycji fizycznej i powodzenia u dziewczyn. Jest bardzo dobrym uczniem, ale zawsze ustępuje nieco Jeremy’emu. Rywalizuje z nim i nie umie się pogodzić z porażką. Herve ma talent do konstruowania, buduje robota i wystawia go w konkursie – w odcinku „Roboty” nawet pomaga bohaterom pozbyć się jednego z robotów XANY. Jest zakochany w Sissi, bezustannie próbuje się z nią umówić, ale ona nie zwraca na niego uwagi. Aby jej zaimponować potrafi posunąć się do oszustwa (odcinek „Roboty”). Ma dużo pryszczy, śmieszną fryzurę, jest niski, dziwne się ubiera i nosi duże okulary.
- Nicolas Poliakoff – jest drugim członkiem grupy Sissi. Jest wysoki, ubiera się na sportowo. Nie grzeszy inteligencją, bardzo głośno się śmieje (jego śmiech jest charakterystyczny) i nabija się z Herva. W odcinku „Uwierzę, jak zobaczę” chciał zagrać w zespole Odda jako perkusista. powszechnie uznawany za największego tępaka w szkole. Podoba mu się Aelita.
- Milly Solovieff – jedna z dwóch oficjalnych dziennikarek w Kadic, która szuka materiałów na ciekawe reportaże oraz je prezentuje.
- Tamiya Diop – druga oficjalna dziennikarka w Kadic, która filmuje wydarzenia prezentowane przez Milly. Dzieli z nią swój pokój.
- Emily LeDuc ukazała się w dwóch odcinkach pierwszej serii. W odcinku „Rój”, Ulrich dostał list miłosny. Uwierzył, że może on być od Yumi. Ulrich powiedział Jeremy’emu i Oddowi o tym, aby nie mówili nikomu, o tym liście. Kiedy obaj rozmyślali, Odd pomyślał, że wielbicielką Ulricha była Emily. Kiedy Yumi usłyszała część rozmowy, Odd musiał wypuścić plotkę, że Emily zakochała się w Jimie. Emily, która później się o tym od niej dowiedziała, dała mu w twarz, ostrzegając, że jeżeli jeszcze raz coś takiego powie, własny pies go nie rozpozna. Później, w odcinku „Rutyna”, Ulrich miał wątpliwości co do swojego uczucia do Yumi. Po wzięciu prysznicu, spotkał Emily na korytarzu. Ich rozmowa spowodowała, że Ulrich zaczął spędzać z nią więcej czasu, aby odreagować i się odstresować. Yumi widząc, że chodzą razem za ręce poczuła się zazdrosna. Pod koniec odcinka okazało się, że Emily wiedziała o uczuciu Yumi i Ulricha i nie chciała robić koleżance konkurencji.
- Hiroki Ishiyama pierwszy raz pojawił się w drugim sezonie, jest młodszym bratem Yumi. Jest wścibski, śmieje się z siostry i cały czas mówi jej o Ulrichu. Wykorzystuje to, że Yumi ma tajemnice przed rodzicami – w zamian za jego milczenie Yumi robi mu zadania domowe lub pomaga w inny sposób. Mimo pozornego konfliktu na linii brat-siostra, rodzeństwo dobrze się rozumie i wspiera się wzajemnie. W trzeciej serii Hiroki wygląda dojrzalej i chodzi do szkoły Kadic.

### Xana
Xana to inteligentny program komputerowy stworzony przez Franza Hoppera, który miał stanowić przeciwwagę dla pewnego projektu rządowego. Pierwotnie, Franz Hopper miał pełną kontrolę nad Xaną, jednakże każdy skok w czasie zwiększał moc obliczeniową programu, a 7-kubitowy superkomputer nie wystarczył, by go kontrolować. Na dodatek Xanę opętał nieznany wirus, przez co zaczął kontrolować 41 wież w Lyoko. Zaczął je aktywować, dzięki czemu mógł przetwarzać ogromne ilości informacji oraz tworzyć i kompilować mnóstwo programów jednocześnie. Xana początkowo zamieszkuje piąty sektor – Kartaginę. Kiedy udaje mu się wydostać z superkomputera podejmuje próby zniszczenia Lyoko i (co okazuje się w czwartej serii) tworzy na swoje potrzeby jego repliki.

### Nauczyciele
- Jean-Pierre Delmas – dyrektor Kadic oraz ojciec Sissi. W sezonie 5 wygląda młodziej i jest grany przez Erica Soubeleta.
- Jim Moralés – nauczyciel wychowania fizycznego, w 5 sezonie grany przez Bastiena Thellieza. W przeszłości imał się różnych zajęć i przeżył wiele przygód, o których jednak „wolałby nie mówić”.
- Gilles Fumet – nauczyciel historii oraz geografii.
- Gustave Chardin – nauczyciel wiedzy o sztuce.
- pani Meyer – nauczycielka matematyki.
- Suzanne Hertz – nauczycielka geografii, fizyki, biologii oraz chemii. W wersji kreskówkowej ma jasne, kręcone włosy, nosi okrągłe okulary i biały fartuch. W sezonie 5 grana przez Sophie Fougère, ma proste włosy, chodzi w garsonce i nie nosi okularów.

## Wersja polska
Opracowanie wersji polskiej: na zlecenie ZigZapa – Start International Polska

Reżyseria:
- Elżbieta Kopocińska-Bednarek (odc. 1-52),
- Paweł Galia (odc. 53-60, 76-95),
- Joanna Wizmur (odc. 61-65, P1-P2),
- Marek Klimczuk (odc. 66-75)

Dialogi polskie: Anna Niedźwiecka

Dźwięk i montaż:
- Hanna Makowska (odc. 53-56, 66-95),
- Janusz Tokarzewski (odc. 57-65, P1-P2)

Kierownictwo produkcji: Dorota Nyczek

Śpiewał: Tomasz Steciuk

W wersji polskiej udział wzięli:
- Beata Wyrąbkiewicz – Aelita Schaeffer
- Anna Apostolakis-Gluzińska –
  - Jeremy Belpois,
  - kucharka Rosa,
  - panna Schmidt (odc. 3, 35),
  - mama Odda (odc. 30),
  - pielęgniarka (odc. 37),
  - Michael (odc. 45),
  - Karna (odc. 52),
  - sekretarka Nicole (odc. 53-54, 67)
- Brygida Turowska-Szymczak –
  - Odd della Robbia,
  - pani Meyer (odc. 10, 14, 19, 31, 37-38, 42, 48),
  - mama Ulricha (odc. 82)
- Tomasz Bednarek –
  - Ulrich Stern,
  - dziennikarz (odc. 3),
  - nauczyciel włoskiego (odc. 25, 35, 55),
  - sanitariusz (odc. 37),
  - nauczyciel muzyki (odc. 41)
- Anna Sroka – Yumi Ishiyama
- Janusz Wituch –
  - William Dunbar,
  - nauczyciel matematyki (odc. 26),
  - prezenter radiowy (odc. 30, 35),
  - głos z głośnika (odc. 31),
  - fotograf (odc. 34),
  - policjant (odc. 37, 39),
  - lekarz (odc. 37),
  - żołnierz (odc. 37),
  - stróż (odc. 40),
  - Thomas Vincent „Telewizja” (odc. 45),
  - Julian (odc. 47),
  - dziennikarz (odc. 48),
  - agent tajnych służb bezpieczeństwa (odc. 56),
  - ogrodnik (odc. 91)

oraz:
- Krystyna Kozanecka – Elizabeth „Sissi” Delmas (odc. oprócz 9, 11-12)
- Joanna Jabłczyńska – Elizabeth „Sissi” Delmas (odc. 9, 11-12)
- Robert Tondera –
  - Jim Moralés,
  - Mike (odc. 2),
  - żołnierz (odc. 37)
- Paweł Szczesny –
  - dyrektor Delmas,
  - strażak (odc. 2),
  - kierowca autobusu (odc. 4, 54),
  - tata Ulricha (odc. 21, 65, 82),
  - Peter Duncan (odc. 37),
  - rockers #2 (odc. 80)
- Agnieszka Kunikowska –
  - Milly Solovieff,
  - Susanne Hertz,
  - policjantka (odc. 37, 40),
  - Magalia (odc. 42),
  - Heidi Klinger (odc. 43, 57),
  - lekarka (odc. 50, 60),
  - mama Aelity (odc. 52),
  - Sophie (odc. 72, 89),
  - Emily (odc. 95)
- Elżbieta Kopocińska-Bednarek –
  - Tamiya Diop,
  - Hiroki Ishiyama,
  - mama Yumi,
  - Naomi (odc. 2),
  - policjantka (odc. 4, 37),
  - Helen (odc. 5),
  - pielęgniarka Dorothy / Jolanda (odc. 7, 10, 13, 17-18, 25, 35, 38, 43, 47, 55, 57, P1, 73),
  - głos komputera w fabryce (odc. 15, 18),
  - dziennikarka Oliwia (odc. 18),
  - Emily LeDuc (odc. 22, 57),
  - Claire (odc. 42),
  - kamerzystka Edna (odc. 45),
  - pani Meyer (odc. 57, 69),
  - staruszka (odc. 61)
- Cezary Kwieciński –
  - Herve Pichon,
  - tata Yumi,
  - doktor Di (odc. 2),
  - celnik #1 (odc. 3),
  - nauczyciel (odc. 9),
  - policjant (odc. 10, 41),
  - Bill Amster (odc. 18),
  - Matt (odc. 21),
  - lekarz (odc. 37),
  - chorąży Garick (odc. 39),
  - agent tajnych służb bezpieczeństwa (odc. 56),
  - kioskarz (odc. 63),
  - Simon (odc. 72),
  - fotograf (odc. 84),
  - muzyk #1 (odc. 89)
- Krzysztof Szczerbiński –
  - Nicholas Poliakoff,
  - celnik Charlie (odc. 3),
  - nauczyciel historii (odc. 4, 19, 26, 32, 35, 43, 54, 57, 59, 62, 64),
  - pan Simon (odc. 11),
  - jeden z uczniów (odc. 17),
  - żołnierz (odc. 37),
  - kierowca karetki (odc. 38),
  - policjant (odc. 41),
  - Matias Durel (odc. 43, 89),
  - dziennikarz (odc. 45),
  - sanitariusz (odc. 58),
  - pilot #2 (odc. 84)
- Jacek Rozenek –
  - John Swamp (odc. 5),
  - James Finson (odc. 8)
- Elżbieta Jędrzejewska –
  - Talia (odc. 10),
  - Emily (odc. 12)
- Leszek Zduń –
  - Theo (odc. 16),
  - Michael, tata Jeremiego (odc. 49, 82),
  - Patryk (odc. 88),
  - muzyk #2 (odc. 89)
- Izabella Bukowska –
  - Samanta (odc. 23),
  - nauczycielka angielskiego (odc. 24)
- Joanna Pach –
  - Johnny (odc. 53, 58, 70, 75, 86),
  - pielęgniarka (odc. 60),
  - nauczycielka (odc. 70, 85),
  - Naomi (odc. 73),
  - pracowniczka kontroli lotów (odc. 84)
- Paweł Galia –
  - lekarz (odc. 58, 60),
  - rockers #1 (odc. 80),
  - pracownik lotniska (odc. 82),
  - organizator konkursu (odc. 84),
  - głos w telewizji (odc. 88),
  - konferansjer (odc. 89),
  - tata Odda (odc. 91)
- Anna Sztejner –
  - Samanta (odc. 65),
  - dziennikarka (odc. 75),
  - pani Meyer (odc. 76),
  - mama Aelity (odc. 82),
  - Azra (odc. 83)
- Zbigniew Konopka – James Dunbar, tata Williama (odc. 66-67, 93)
- Tomasz Steciuk – Chris (odc. 68, 72)
- Monika Wierzbicka –
  - pani Meyer (odc. 84),
  - Bringa (odc. 85)
- Wojciech Chorąży –
  - pilot Greg (odc. 84),
  - komentator meczu w telewizji (odc. 88),
  - Chris (odc. 89)
- Andrzej Chudy – pracownik lotniska (odc. 84)
- Ewa Serwa –
  - Kelly (odc. 89),
  - mama Williama (odc. 93)
- Joanna Węgrzynowska – mama Odda (odc. 91)
- Olga Bończyk

Lektor: Robert Tondera

## Odcinki
| Seria    | Odcinki | Premiera serii      | Finał serii         | Premiera serii      | Finał serii          | Premiera serii       | Finał serii          |
| -------- | ------- | ------------------- | ------------------- | ------------------- | -------------------- | -------------------- | -------------------- |
| Prequele | 2       | 2 października 2006 | 3 października 2006 | 2 października 2006 | 3 października 2006  | 14 października 2007 | 14 października 2007 |
| 1        | 26      | 3 września 2003     | 25 lutego 2004      | 19 kwietnia 2004    | 24 maja 2004         | 5 listopada 2005     | 31 stycznia 2006     |
| 2        | 26      | 31 sierpnia 2005    | 8 lutego 2006       | 19 września 2005    | 9 grudnia 2005       | 14 maja 2006         | 9 czerwca 2006       |
| 3        | 13      | 9 września 2006     | 8 października 2006 | 4 października 2006 | 23 października 2006 | 1 października 2007  | 13 października 2007 |
| 4        | 30      | 13 sierpnia 2007    | 10 listopada 2007   | 18 maja 2007        | 17 listopada 2007    | 15 grudnia 2007      | 28 lutego 2008       |